# Jan Kurka (bokser)
Jan Kurka (ur. 27 kwietnia 1911 w Rudzie, zm. 13 lipca 1986 w Rudzie Śląskiej) – polski bokser.

## Kariera
Pięściarstwo uprawiał w klubie śląskim KS 27 Orzegów. Startując w mistrzostwach Polski, został wicemistrzem kraju w 1936, w kategorii średniej.
Pochowany został w Rudzie Śląskiej na cmentarzu komunalnym Orzegów Stary (kw.10B, rz.2, m.21).